# Вільмош Гриллуш
Вільмош Гриллуш (угор. Gryllus Vilmos, нар. 28 жовтня 1951, Будапешт, Угорщина) — угорський музикант та композитор, засновник та член гурту Kaláka; лауреат премії Кошута 2000 року.

## Біографія
Гриллуш народився у Будапешті у 1951 році. Навчався на факультеті архітектури у Будапештському університеті технології та економіки, який закінчив у 1976 році. 
У 1969 році він, разом з братом Даніелем, Іштваном Міко та Балажем Радваним заснували гурт Kaláka. 1980 року він разом з Петером Левенте та Ільдіко Дьобрентей був ведучим радіопрограми «Хто стукає?». 1991 року вони з Петером створили успішну дитячу телепередачу під назвою «Казки з неба», де діти могли висилати їм своїм малюнки, на основі яких ведучі створювали казки. 
З 1996 року він виступає зі своїм гуртом, репертуар якого складається в основному з віршів, покладених на музику.

## Дискографія

### Альбоми
- Ki Kopog? — 1988
- Csigahéj — 1994
- A Hegyi Beszéd — 1995
- Dalok 1. — 1998
- Dalok 2. — 1998
- Maszkabál — 2002
- Halld Meg Szavaimat Isten! — 2010

### Сингли і EP
- Nótás Mikulás ‎— 2003
- Karácsonyi Angyalok — 2005

## Нагороди
- Премія Кошута (2000)
- Премія Prima Primissima (2004)